# Kondalampatti
Kondalampatti là một thị trấn thống kê (census town) của quận Salem thuộc bang Tamil Nadu, Ấn Độ.

## Nhân khẩu
Theo điều tra dân số năm 2001 của Ấn Độ, Kondalampatti có dân số 16.300 người. Phái nam chiếm 50% tổng số dân và phái nữ chiếm 50%. Kondalampatti có tỷ lệ 52% biết đọc biết viết, thấp hơn tỷ lệ trung bình toàn quốc là 59,5%: tỷ lệ cho phái nam là 61%, và tỷ lệ cho phái nữ là 42%. Tại Kondalampatti, 13% dân số nhỏ hơn 6 tuổi.